# Horley
Horley – miasto w Anglii, w hrabstwie Surrey, w dystrykcie Reigate and Banstead. Leży 38 km na południe od centrum Londynu. W 2001 miasto liczyło 21 232 mieszkańców.
Główna siedziba linii lotniczej Norwegian Air UK znajduje się w mieście.